# Strich (Streichinstrument)
Als Strich oder Bogenstrich bezeichnet man bei Streichinstrumenten den Vorgang, dass die Haare des Bogens über die Saiten des Instruments gezogen werden, um diese in Schwingungen zu versetzen.

## Strichrichtung

### Ab- und Aufstrich

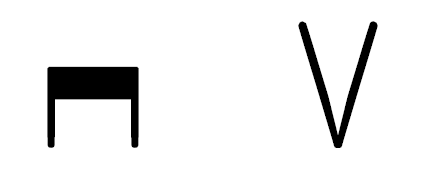
Symbole: links für Abstrich (Frosch-Symbol), rechts für Aufstrich (Spitze-Symbol). Sie werden über die Noten geschrieben.

Beim Spiel eines Streichinstruments wird in der Regel zwischen Ziehen und Schieben des Bogens gewechselt.
- Abstrich ist das Ziehen des Bogens vom Frosch zur Spitze.
- Aufstrich ist das Schieben des Bogens von der Spitze zum Frosch.[1]

Der Wechsel von einer Bewegung zur anderen wird Bogenwechsel genannt. Pro Strichrichtung können je ein Ton oder mehrere Töne gespielt werden, siehe dazu unter Stricharten.

### Anwendung
Ab- und Aufstrich wurden von jeher für verschiedene Zählzeiten gebraucht. Leopold Mozart schrieb in seiner Violinschule, man solle die Note am Beginn jedes Taktes möglichst mit „Herabstrich“ spielen. Wenn der Takt jedoch mit einer Achtel-, Sechzehntel- oder Zweiunddreißigstel-Pause beginnt, sei die folgende Note mit „Hinaufstrich“ zu spielen.
Diese beiden Regeln werden im Großen und Ganzen bis heute eingehalten: Auf betonten Zählzeiten wird der Abstrich verwendet, auf unbetonten (z. B. Auftakt) der Aufstrich. Ein einzelner Forte-Ton wird mit Abstrich gespielt. Ansonsten ist Decrescendo (abnehmende Lautstärke) leichter mit Abstrich zu spielen, Crescendo (zunehmende Lautstärke) leichter mit Aufstrich.
Beim Spiel der Gambe gilt die Regel umgekehrt, also Aufstrich bei betonten Zählzeiten. Dies hängt damit zusammen, dass hier auch der Bogen anders gehalten wird, nämlich im Untergriff (Handteller zeigt nach oben). Bei der Violinfamilie (Violine, Viola, Violoncello) wird der Bogen im Obergriff gehalten (Handteller nach unten).

## Merkmale
Striche lassen sich unter anderem nach folgenden Kriterien unterscheiden:
- Abstrich oder Aufstrich (siehe oben)
- Dauer des Kontakts der Bogenhaare mit der Saite
- Geschwindigkeit, mit der der Bogen bewegt wird
- Druck der Bogenhaare auf die Saite: viel oder wenig Druck, abnehmender oder zunehmender Druck
- Bereich des Bogens, der für den Strich genutzt wird, z. B. Bogenmitte, nahe am Frosch, nahe an der Bogenspitze, die ganze Länge
- Kontakt der Bogenhaare zu Beginn und am Ende des Strichs:
  - Die Bogenhaare können vor dem Beginn des Strichs auf der Saite haften oder mit Geschwindigkeit auf der Saite "landen"
  - Die Bogenhaare können bis zum Ende der Bogenbewegung Saitenkontakt haben oder sie werden von der schwingenden Saite abgehoben
- Kontaktstelle (Strichstelle) auf der Saite, d. h. Abstand dieser Stelle vom Steg (Auswirkung auf die Klangfarbe)

Die Lautstärke hängt vor allem von der Geschwindigkeit des Bogens und von dessen Druck auf die Saite ab.

## Stricharten
Für eine differenzierte, variantenreiche Artikulation der Töne werden verschiedene Techniken der Bogenführung angewendet, die als Stricharten bezeichnet werden.